# فانگورن
فانگورن (به زبان سینداری: Fangaorne) به معنی درخت ریش، در داستان‌های جی. آر. آر. تالکین، فانگورن یک جنگل در سرزمین میانی و زادگاه انت‌ها است. البته تالکین در داستان می‌گوید که مشخص نیست که نام جد انت‌ها، درخت ریشو از این جنگل گرفته شده یا نام جنگل از درخت ریشو.
فانگا در زبان سینداری به معنی ریش و اورن به معنی درخت است. در داستان ارباب حلقه‌ها، درخت ریشو نام‌های متفاوتی برای فانگورن می‌آورد مانند: جنگل سحرگاه تاریک

## توصیف
جنگل فانگورن بسیار مرطوب است و ریشه‌ها و شاخه‌های درختان بسیار کلفت است از این رو نور بسیار کمی از میان شاخه‌ها می‌گذرد و به زمین می‌رسد. همچنین گفته شده که فانگورن مانند میرک‌وود جایی خطرناک و محل زندگی موجودات پلید (مانند عنکبوت‌های غول پیکر) است.
جنگل فانگورن بخشی از درختانش را در اثر آسیب‌هایی که اورک‌ها و انسان‌ها برای ساخت ابزار به آن می‌زنند ازدست می‌دهد بقیهٔ جنگل هم توسط اهالی نومنور و سائورون از بین می‌رود.